# アルバート・アンセルミ、ジョン・スカリーゼ
アルバート・アンセルミ（Albert Anselmi、1883年7月15日 - 1929年5月8日）とジョン・スカリーゼ（John Scalise、1900年 - 1929年5月8日）はアメリカの禁酒法時代のギャングスターである。
この2人はジェンナ兄弟に雇われた殺し屋であり、その凶暴さから"murder twins"（双子の殺し屋）の異名をとった。

## プロフィール
アンセルミ（マルサーラ出身）とスカリーゼ（カステルヴェトラーノ出身）は共にシシリアで殺人を犯して逃亡し、アメリカに不法入国した。シカゴのギャングであるサウスサイド・ギャング（後のシカゴ・アウトフィット）に所属し、殺し屋にしては珍しく常に2人1組で暗殺を行うようになった。暗殺の方法はアンセルミが標的と握手して動きを封じ、スカリーゼが頭を拳銃で撃つというものである。
1924年11月10日にはライバルであるノースサイド・ギャングのボスであるダイオン・オバニオンを暗殺し、1925年6月13日にはマイク・ジェンナと共にオバニオンの跡目を継いだジョージ・モランとヴィンセント・ドルッチの車を待ち伏せしてショットガンで襲撃し、ドルッチを負傷させる。その後は駆けつけた警官隊との銃撃戦となり、2名の警察官を殺害し1名に重傷を負わせる（マイクは逃走中に射殺された）。
アンセルミとスカリーゼは警察に拘束され裁判に掛けられたが「相手が警察官と知っていれば発砲していなかった。警察官が自分たちを殺そうとしたから反撃した。最初に発砲したのはマイク・ジェンナだ」と主張した。収監されたジョリエット刑務所では暴行を受けたり食事に青酸化合物を盛られて毒殺されかけたが辛くも生き延び、長い法廷闘争の果てに無罪を勝ち取る。裁判中には2人を援助すべくカンパが回され多数のシシリア出身者は何とか金を工面したが、拒否した一部の者は殺害された。
その後はジェンナ兄弟から離れてアル・カポネの配下となり、1929年2月14日の聖バレンタインデーの虐殺にも暗殺部隊として関与した疑いを検察からかけられたが証拠不十分で釈放された。
しかし1929年5月8日に2人はウニオーネ・シチリオーネ（シシリア人連合）の会長であるジョゼフ・ギンタと共にインディアナ州ハモンドのハイウェイのそばで遺体となって発見された。遺体はひどく殴打された上に至近距離から銃撃されており、検死官のフランシス・マクナマラはこれほど損傷のひどい遺体は見たことが無いと証言した。死体検案書によるとアンセルミの死因は複数の箇所を銃撃されたことによる失血死であった。またスカリーゼは顎の骨が砕かれた上に左手の小指が吹き飛ばされており、顔面への銃撃を防ごうとしたと推測されている。結局犯人は見つからず、当初は聖バレンタインデーの虐殺で被害を被ったノースサイド・ギャングの復讐かと思われていたが、この事件の真相は増長した2人とギンタをカポネが始末したというものであった。
カポネ組の中で絶大な権力を保持するようになった2人（ノースサイド・ギャングのボスであるハイミー・ワイスが手打ちの条件として、オバニオンの敵である2人の殺害を持ちかけた時ですらカポネは拒否したほどである）はギンタと親しくなり、だんだんと増長していった。
やがてギンタに唆された2人はボスであるカポネを裏切ろうと計画し、カポネの部下のフランキー・リオを加えてカポネを暗殺し、組織と事業を乗っ取ろうとした。しかし、リオは裏切る気は全く無くそのことをカポネに伝えた。彼らの増長ぶりを既に聞いていたカポネは一計を案じ、アンセルミとスカリーゼの前でリオとわざと口論して見せた。そしてカポネは偽の晩餐会を計画してスカリーゼ、アンセルミ、ギンタの3人を呼び出した。5月7日に行われた晩餐会の途中で3人は縛り上げられ、カポネにさんざん罵倒されながら野球のバットで虫の息になるまで殴打され、殺し屋が拳銃でとどめを刺したという。
アンセルミとスカリーゼの遺体は故郷に埋葬するためにシチリアへ送られ、ギンタの遺体はシカゴのマウント・カーメル墓地に埋葬された。